# Marcha militar (música)
Una marcha militar es la música utilizada para acompañar las marchas y desfiles militares.
En las marchas militares más antiguas se hacía uso del tambor para su acompañamiento; a veces también se incluía el pífano y la trompeta. En los tiempos modernos una marcha va acompañada de una banda musical en la que intervienen varios tipos de instrumentos de viento y percusión.
La marcha militar se estructura principalmente con pasos. Los pasos pueden ser largos, cortos, rápidos, lentos, etc. La ejecución de los pasos que implican la marcha puede hacerse acompañada con música de marcha o simplemente con órdenes de palabra que ejecuta algún mando. De acuerdo con esta variedad las marchas pueden ser de:
- Paso lento, con velocidad de 76 pasos por minuto y zancada de 55 cm.
- Paso corto, con velocidad de 120 pasos por minuto y zancada de 33 cm.
- Paso ordinario, con velocidad de 120 pasos por minuto y zancada de 65 cm.
- Paso largo, con velocidad de 120 pasos por minuto y zancada de 75 cm.
- Paso ligero, con 180 pasos al minuto y zancada de 83 cm.
- Paso doble, con una característica especial que hace que la tropa pueda llevar el paso ordinario.
- Paso atrás, que es un movimiento retrógrado. Su velocidad es de paso ordinario y la zancada de 33cm.

A veces los pasos se marcan siguiendo el compás de la marcha pero sin avanzar ni retroceder. Es lo que se llama marcar el paso.
- Datos: Q3845811